# Hôtel de Carcano
El Hôtel de Carcano, construido en 1867 por Charles Rohault de Fleury, es un hôtel particulier. Debe su nombre a su primera propietaria, Anne-Marie Adèle Caussin, conocida como Madame de Cassin, que se casó con el marqués Landolfo de Carcano en 1889. Actualmente, es la sede de la Embajada de Catar en Francia.
Es una de las doce mansiones conocidas como Marshals, diseñadas por Jacques-Ignace Hittorff en 1853, por orden del emperador Napoleón III, durante las importantes obras de remodelación de la Étoile, que se convirtió oficialmente en la plaza Charles-de-Gaulle en 1970.

## Descripción
- Vestíbulo: tiene columnas corintias, con balcón abalaustrado y techo pintado.
- Primer piso: 
  - Contiene dos salas que se abren al Arco del Triunfo de l’Etoile con techo pintado que representa el triunfo de Juno y el sueño de Psique
  - El ala que da a los Campos Elíseos tiene una sala con artesonado y chimenea de cariátide.
- Segundo piso: 
  - Tiene una habitación decorada en negro y dorado con los Cinco Sentidos en el techo, así como una pequeña habitación con un techo pintado que representa a Apolo.
  - En el ala que da a los Campos Elíseos hay una sala decorada con flores y laureles.

## Colecciones
Su propietaria, Madame de Cassin, se casó con el marqués Landolfo de Carcano en 1889.
Este tiene una rica colección de pinturas de Rembrandt y Rubens, así como esculturas de Rodin y Frémiet.

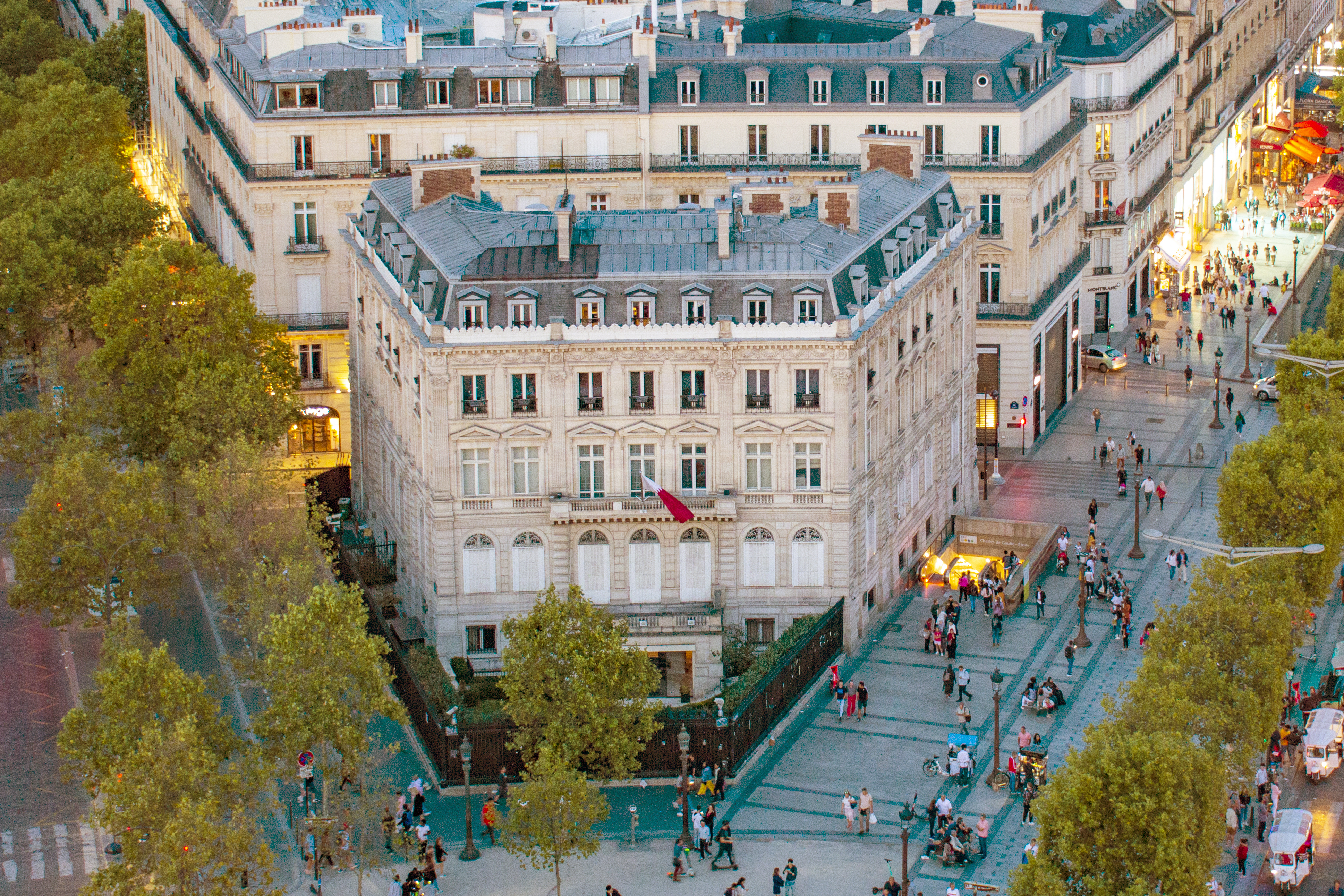
Fachada del hotel con vistas al Etoile.

Cuando la marquesa murió el 9 de agosto de 1921, sus colecciones se dispersaron.
Sin embargo, el hotel conserva sus decoraciones pintadas como La alegoría de Charles Chaplin (1825-1891) en el vestíbulo, Los cinco sentidos de Pierre-Victor Galland (1822-1892) en el primer piso, así como Le Sommeil de Psyché de Alexis-Joseph Mazerolle (1826-1889).

## Protección
Está clasificado como monumento histórico, por orden del 19 de octubre de 1976, por su vestíbulo, sus decoraciones interiores pintadas, sus chimeneas, sus balcones.